# Fjällflickblomfluga
Fjällflickblomfluga (Melangyna coei) är en tvåvingeart som beskrevs av Nielsen 1971. Fjällflickblomfluga ingår i släktet flickblomflugor, och familjen blomflugor.
Artens utbredningsområde är Norge. Arten är reproducerande i Sverige. Inga underarter finns listade i Catalogue of Life.